# Aibonito (Aibonito)
Aibonito es un barrio-pueblo ubicado en el municipio de Aibonito en el estado libre asociado de Puerto Rico. En el Censo de 2010 tenía una población de 3539 habitantes y una densidad poblacional de 1.699,52 personas por km².

## Geografía
Aibonito se encuentra ubicado en las coordenadas 18°8′11″N 66°15′51″O / 18.13639, -66.26417. Según la Oficina del Censo de los Estados Unidos, Aibonito tiene una superficie total de 2.08 km², de la cual 2.08 km² corresponden a tierra firme y (0.12%) 0 km² es agua.

## Demografía
Según el censo de 2010, había 3539 personas residiendo en Aibonito. La densidad de población era de 1.699,52 hab./km². De los 3539 habitantes, Aibonito estaba compuesto por el 84.18% blancos, el 6.44% eran afroamericanos, el 0.4% eran amerindios, el 0.14% eran asiáticos, el 6.5% eran de otras razas y el 2.35% pertenecían a dos o más razas. Del total de la población el 99.01% eran hispanos o latinos de cualquier raza.